# تاريخ النباتية

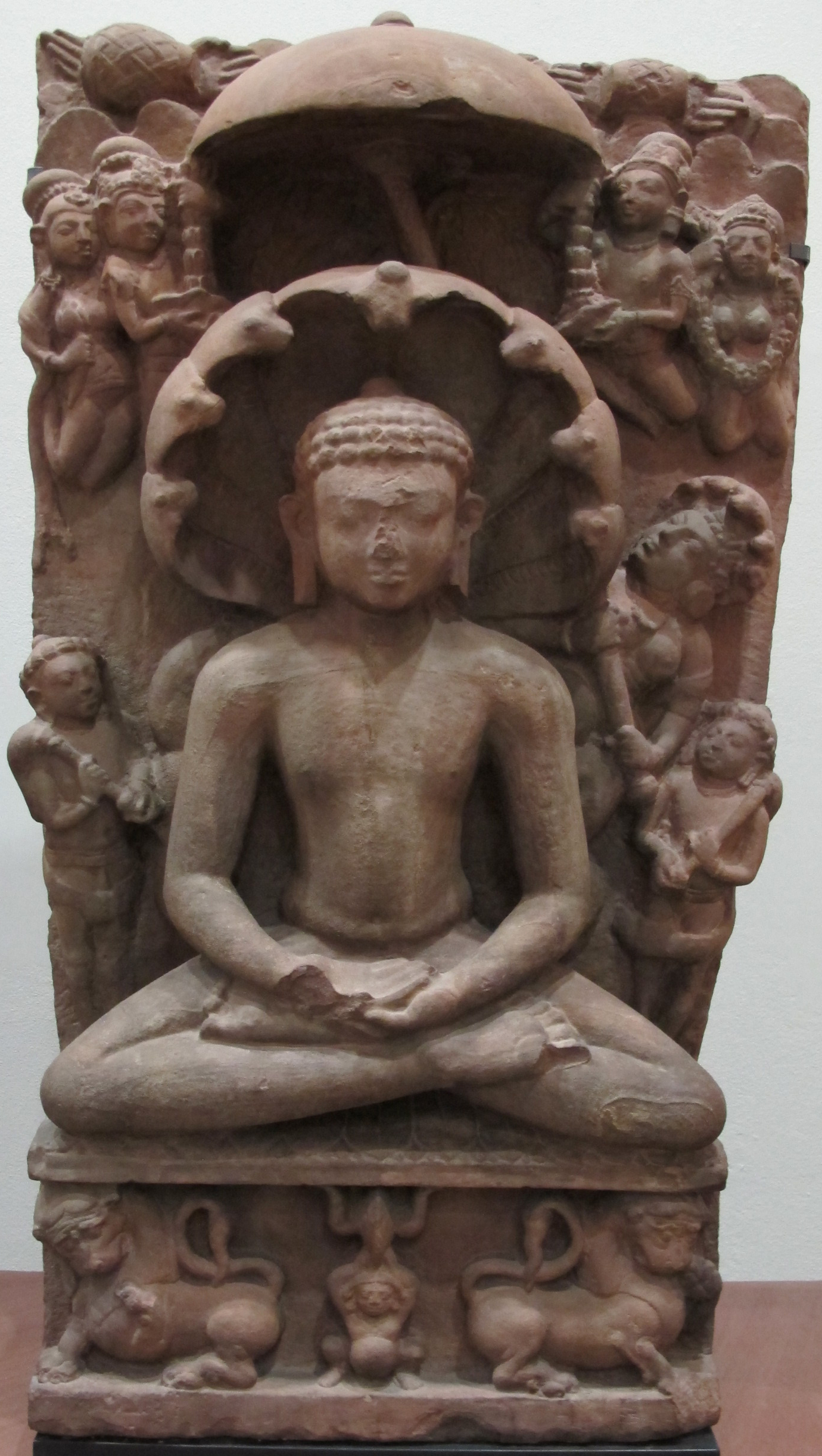

تأتي أقدم سجلات النباتية بوصفها مفهومًا وممارسة بين عدد كبير من الناس من الهند القديمة، وخصوصًا من الهندوس والجاينية (ديانة هندية قديمة). تُشير السجلات اللاحقة إلى وجود مجموعات صغيرة في الحضارة الإغريقية القديمة في جنوب إيطاليا واليونان، تكيفت أيضًا مع بعض العادات الغذائية المشابهة للنباتية. في الحالتين، كان النظام الغذائي مرتبطًا ارتباطًا وثيقًا بفكرة نبذ العنف ضد الحيوان (الأهيمسا في الهند)، استنادًا إلى توجهات دينية وفلسفية.
بعد اعتناق الإمبراطورية الرومانية للمسيحية في العصور القديمة المتأخرة (بين القرنين الرابع والسادس)، اختفى النظام النباتي تقريبًا من أوروبا. أوصى الرهبان في العصور الوسطى بتقييد أو حظر استهلاك اللحوم لأسباب متعلقة بالزهد، لكن لم يمتنع أي منهم عن استهلاك السمك، لم يكن هؤلاء الرهبان نباتيين، لكن كان بعضهم من مُحبي الأسماك. كانت النباتية على وشك الظهور بعض الشيء في أوروبا خلال عصر النهضة، إذ أصبحت ممارسةً وانتشرت انتشارًا أكبر خلال القرنين التاسع عشر والعشرين. تراوحت نسب النباتيين في العالم الغربي بين 0.5 و4% وفقًا لبيانات مؤسسة منتل في سبتمبر 2006.

## العصور القديمة

### شبه القارة الهندية

#### الجاينية والبوذية
تُظهِر مصادر الجاين والبوذية أن مبدأ نبذ العنف ضد الحيوان قاعدة راسخة في كلا الديانتين منذ بداية القرن السادس قبل الميلاد. قد يكون مفهوم الجاين، الصارم تحديدًا، أقدم حتى من ذلك.
يعد المؤرخون العصريون أن الزعيم بارشفا «تيرثانكارا» هو أول زعيم للجاينية، عاش في القرن الثامن أو السابع قبل الميلاد. يُقال إنه بَشّر بنبذ العنف على نحو لا يقل جذريةً عما كان يُمارس في مجتمع الجاين في زمن ماهافيرا (في القرن السادس قبل الميلاد).
بين القرنين الرابع والأول قبل الميلاد، كتب الفيلسوف الهندي «فالوفا» فصلًا حصريًا عن النباتيين أو العقيدة النباتية في كتابة «تيروكورال»، ما أكد بوضوح النظام الغذائي غير الحيواني (الفصل 26) وعدم إلحاق الضرر (الفصل 32) وعدم القتل (الفصل 33). لم يمتنع كل من رفض المشاركة في قتل أو إلحاق الضرر بالحيوانات عن استهلاك اللحوم. وعلى هذا فإن مسألة العقيدة النباتية البوذية في المراحل الأولى من تطور تلك الديانة مثيرة للجدل. توجد مدرستان فكريتان. إحداهما تقول إن بوذا وأتباعه كانوا يأكلون اللحوم التي تُقدَم لهم على يد المضيفين أو المُتصدقين إذا لم يكن لديهم شك في أن الحيوان قد ذُبح خصيصًا من أجلهم. والأُخرى تقول إن بوذا وجماعته من رهبان «سانغا» كانوا نباتيين صارمين، إن عادة تَقبُل صدقات اللحوم كانت مقبولة لاحقًا، بعد تراجع مستوى الالتزام.
أيّد الفكرة الأولى فقرات عديدة في نص «بالي» من «تريبيتاكا»، على عكس بعض نصوص فرقة الماهايانا. وكُتبت كل هذه المصادر بعد عدة قرون من موت بوذا. ما يُظهِر المواقف المتضاربة لمُختلف الاتجاهات أو لمجرى الحياة داخل المجتمع البوذي في مرحلته الأولى. وفقًا لـ «فينايا بيتاكا»، فإن أول انقسام حدث حين كان بوذا على قيد الحياة، فقد غادرت مجموعة من الرهبان بقيادة «ديفاداتا» المجتمع المحلي لأنهم كانوا يُريدون قواعد أكثر صرامة، منها الحظر غير المشروط لأكل اللحوم. ويذكر «مهابارينيبانا سوتا»، الذي يروي نهاية حياة بوذا، أنه مات بعد تناول «سكارا مادافا»، وهو مصطلح ترجمه البعض بأنه لحم خنزير، وترجمه آخرون بأنه فطر، أو خضراوات غير معروفة.

كان الإمبراطور البوذي «أشوكا» (304-232 قبل الميلاد) نباتيًا، وكان مروجًا حازمًا لنبذ العنف تجاه الحيوان. إذ أصدر قوانين مفصلة تهدف إلى حماية العديد من الأنواع، وحظر الذبائح الحيوانية في بلاطه، وحث السكان على تجنب جميع أنواع القتل والإصابة غير الضروريين. أكد «أشوكا» حماية الحيوانات في مراسيمه:
حبيب الآلهة، الملك «بياداسي»، تسبب في كتابة مرسوم «داهاما» هذا. هنا -في نطاقي- لا يجوز ذبح أي كائنات حية أو تقديمها ذبيحةً. ولا ينبغي إقامة المهرجانات، يرى الملك بياداسي، محبوب الآلهة، الكثير مما يعترض عليه في مثل هذه المهرجانات، رغم وجود بعض المهرجانات التي يوافق عليها ملك الآلهة، الملك «بياداسي». سابقًا، في مطبخ حبيب الآلهة الملك «بياداسي»، قُتل مئات الآلاف من الحيوانات كل يوم لإعداد الكاري. الآن مع كتابة مرسوم «داهاما» هذا، قُتل 3 مخلوقات فقط، اثنان من الطاووس وغزال واحد، لم يُقتل الغزلان دائمًا. بمرور الوقت، لن تُقتل حتى هذه المخلوقات الثلاثة.

- أحكام «أشوكا» في أول مرسوم.
بعد 26 عامًا من تتويجي، أُعلن عن حماية العديد من الحيوانات، مثل الببغاوات والمايناس والإوز الاحمر والبط البري والنانديموكاس والجيلاتا والخفافيش وملكة النمل وسلاحف الماء والأسماك الخالية من العظم وفيدارياكا وغنغابوبوتاكا وأسماك سانكية والسلاحف والشيهم والسناجب والغزلان والثيران والأوكابيندا والحمير البرية والحمام البري والحمام الداجن وجميع المخلوقات ذات أربعة أقدام غير الصالحة للأكل. وتُحمى الماعز والنعاج والخنازير التي لديها صغارها أو التي تعطي الحليب لصغارها، وكذلك الصغار الذين تقل أعمارهم عن ستة أشهر. ولا يجب خصي الديوك، والقشور التي تُخفي كائنات حية لا يجوز حرقها، والغابات لا يجوز حرقها دون سبب أو لقتل الكائنات، ولا يجوز إطعام حيوان لآخر.

ــــ أحكام «أشوكا» في العمود الخامس.
اعتاد البوذيون مذهب التيرافادا مراقبة لائحة شريعة بالي التي تسمح لهم بتناول اللحوم ما لم يُذبح حيوان خصوصًا لهم. في مدرسة الماهايانا، دعت بعض الكتب المقدسة إلى النباتية، خصوصًا الكتاب الشهير «لانكافاتارا سوترا» الذي كُتب في القرن الرابع أو الخامس الميلادي.

#### الهندوسية
يؤكد الفيلسوف «مايكل آلن فوكس» أن «الهندوسية ترتبط ارتباطًا عميقًا بأسلوب الحياة النباتي، وهي الأقوى بتبنيه ودعمه». وفي العصر الفيدي القديم (1500-500 قبل الميلاد)، ومع أن القوانين تسمح باستهلاك بعض أنواع اللحوم، فقد شُجعت النباتية. تهيئ الهندوسية أسسًا عديدة للنباتية، مثل الفيدا، وهي من أقدم نصوص الهندوسية وأقدسها، التي تؤكد أن جميع المخلوقات تظهر نفس قوة الحياة، ومن ثم تستحق الرعاية والرحمة المتساوية. ويورد عدد من النصوص الهندوسية وصية أو أمر حول تناول اللحوم، وغيرها من النصوص التي تدعو إلى اتباع نظام غذائي نباتي مثل رامايانا وماهابهاراتا. وفي الهندوسية يُعد قتل البقرة -تقليديًا- خطيئة.
كانت النظرية النباتية، ولا تزال، إلزامية لليوغيين الهندوس، لممارسي «هاثا يوغا» ولتلاميذ مدارس فايشنافا في بهاكتي يوجا (خاصةً في غوديا فايشنافاس). يقدم البهاكتا -المخلص- كل طعامه لفيشنو أو كريشنا مثل براساد قبل تناوله. يمكن قبول الطعام النباتي فقط بوصفه براساد. ووفقًا للفكر اليوغي، فإن طعام الساتفيك -النقي، أو الذي له تأثير جيد في الجسم- يهدف إلى تهدئة وتنقية العقل «لتمكينه من العمل بأقصى إمكاناته» والحفاظ على صحة الجسم. تتكون أغذية ساتافيك من «الحبوب والفواكه الطازجة والخضراوات والبقوليات والمكسرات والبذور المنبثقة والحبوب الكاملة وحليب البقرة، بعد إشباع احتياجات العجل من الحليب».
يقترح «شانكار نارايان» أن أصل النباتية في الهند نشأ من فكرة استعادة التوازن: «إلى جانب التطور الحضاري، ازدادت الوحشية أيضًا وأصبح من لا حول لهم ولا قوة ولا صوت لهم من البشر والحيوانات، يتم استغلالهم وقتلهم أكثر فأكثر لإشباع احتياجات الإنسان وجشعه، ومن ثم الإخلال بتوازن الطبيعة. لكن وُجدت العديد من المحاولات الجادة لإعادة الإنسانية إلى صوابها واستعادة التوازن بين وقت وآخر». يقول أيضًا إن فكرة العيش في انسجام مع الطبيعة أصبحت مركزية للحكام والملوك.